# Liste der Kulturdenkmale in Großensee (Holstein)
In der Liste der Kulturdenkmale in Großensee sind alle Kulturdenkmale der schleswig-holsteinischen Gemeinde Großensee (Kreis Stormarn) und ihrer Ortsteile aufgelistet (Stand: 10. März 2025).

## Legende
In den Spalten befinden sich folgende Informationen:
- Objekt-ID: die Nummer des Kulturdenkmales
- Lage: die Adresse des Kulturdenkmales und die geographischen Koordinaten. Kartenansicht, um Koordinaten zu setzen. In der Kartenansicht sind Kulturdenkmale ohne Koordinaten mit einem roten Marker dargestellt und können in der Karte gesetzt werden. Kulturdenkmale ohne Bild sind mit einem blauen Marker gekennzeichnet, Kulturdenkmale mit Bild mit einem grünen Marker.
- Offizielle Bezeichnung: Bezeichnung des Kulturdenkmales
- Beschreibung: die Beschreibung des Kulturdenkmales
- Bild: ein Bild des Kulturdenkmales

## Bauliche Anlagen
| Objekt-ID      | Lage                                                  | Offizielle Bezeichnung               | Beschreibung | Bild            |
| -------------- | ----------------------------------------------------- | ------------------------------------ | --- | --------------- |
| 6280 Wikidata  | Fritz-Berodt-Straße 7 (53° 37′ 0″ N, 10° 20′ 33″ O)   | Hofanlage: Haus am Teich             | Alteintragung (Aktualisierung vorgesehen) - Begründung: Alteintragung (Aktualisierung vorgesehen) - Schutzumfang: Alteintragung (Aktualisierung vorgesehen) - Denkmaltyp: Bauliche Anlage | BW              |
| 7391 Wikidata  | Fritz-Berodt-Straße 7–9 (53° 37′ 0″ N, 10° 20′ 32″ O) | Hofanlage: Einfriedung/Toranlage     | Alteintragung (Aktualisierung vorgesehen) - Begründung: Alteintragung (Aktualisierung vorgesehen) - Schutzumfang: Alteintragung (Aktualisierung vorgesehen) - Denkmaltyp: Bauliche Anlage | BW              |
| 7392 Wikidata  | Fritz-Berodt-Straße 7–9 (53° 37′ 0″ N, 10° 20′ 33″ O) | Hofanlage: gepflasterte Hofflächen   | Alteintragung (Aktualisierung vorgesehen) - Begründung: Alteintragung (Aktualisierung vorgesehen) - Schutzumfang: Alteintragung (Aktualisierung vorgesehen) - Denkmaltyp: Bauliche Anlage | BW              |
| 7388 Wikidata  | Fritz-Berodt-Straße 9 (53° 37′ 1″ N, 10° 20′ 34″ O)   | Hofanlage: östl. Wirtschaftsgebäude  | Alteintragung (Aktualisierung vorgesehen) - Begründung: Alteintragung (Aktualisierung vorgesehen) - Schutzumfang: Alteintragung (Aktualisierung vorgesehen) - Denkmaltyp: Bauliche Anlage | BW              |
| 7389 Wikidata  | Fritz-Berodt-Straße 9 (53° 37′ 1″ N, 10° 20′ 33″ O)   | Hofanlage: westl. Wirtschaftsgebäude | Alteintragung (Aktualisierung vorgesehen) - Begründung: Alteintragung (Aktualisierung vorgesehen) - Schutzumfang: Alteintragung (Aktualisierung vorgesehen) - Denkmaltyp: Bauliche Anlage | BW              |
| 7390 Wikidata  | Fritz-Berodt-Straße 9 (53° 37′ 1″ N, 10° 20′ 33″ O)   | Hofanlage: Unterfahrt                | Alteintragung (Aktualisierung vorgesehen) - Begründung: Alteintragung (Aktualisierung vorgesehen) - Schutzumfang: Alteintragung (Aktualisierung vorgesehen) - Denkmaltyp: Bauliche Anlage | BW              |
| 13457 Wikidata | Pfefferberg 28 (53° 37′ 46″ N, 10° 21′ 8″ O)          | Pavillon am Wasserwerk               | Das kleine repräsentative Aufenthaltsgebäude ist 1892 oberhalb des zeitgleich errichteten Wandsbeker Wasserwerks vom Wandsbeker Maurermeister Heinrich Kock als teilweise verputzter Mauerwerksbau mit hölzerner Veranda ausgeführt worden. Unter kreuzförmigem, mit Dachpappe gedeckten Satteldach befinden sich ein ca. 20 m² großer Hauptraum, eine 8 m² große Küche, ein WC und die Treppe in das ausgebaute Dachgeschoss. Der Pavillon diente bis zum Zweiten Weltkrieg Wandsbeker Beamten und ihren Familien als Ferienhaus, im und nach dem Krieg als Wohnung für Ausgebombte und Flüchtlinge und wird heute gelegentlich von der Forstverwaltung als Besprechungsraum genutzt. Alteintragung (Aktualisierung vorgesehen) - Begründung: geschichtlich, Kulturlandschaft prägend - Schutzumfang: gesamtes Objekt - Denkmaltyp: Bauliche Anlage | Fotos hochladen |